# Bargo
Bargo é uma pequena cidade australiana localizada no estado da Nova Gales do Sul. A sua população, segundo o censo de 2006, era de 3 952 habitantes.